# UX Волка
UX Волка (лат. UX Lupi) — одиночная переменная звезда в созвездии Волка на расстоянии (вычисленном из значения параллакса) приблизительно 67808 световых лет (около 20790 парсеков) от Солнца. Видимая звёздная величина звезды — от +13,5m до +12,58m.

## Характеристики
UX Волка — жёлтая пульсирующая переменная звезда типа W Девы (CWA) спектрального класса G. Эффективная температура — около 5400 K.